# Säkäsaari (ö i Joensuu)
Säkäsaari eller Tahvanaisensaari är en ö i Finland. Den ligger i vattendraget Koitajoki och i kommunen Ilomants i den ekonomiska regionen  Joensuu ekonomiska region  och landskapet Norra Karelen, i den sydöstra delen av landet, 400 km nordost om huvudstaden Helsingfors. Öns area är 2,1 hektar och dess största längd är 220 meter i öst-västlig riktning.